# Dương Văn Trang
Dương Văn Trang (sinh ngày 20 tháng 12 năm 1961) là một Đại tá Quân đội nhân dân Việt Nam và chính trị gia người Việt Nam. Ông là Ủy viên Ban Chấp hành Trung ương Đảng Cộng sản Việt Nam khóa XIII, Bí thư Tỉnh ủy Kon Tum, Chủ tịch Hội đồng nhân dân tỉnh Kon Tum.

## Xuất thân và giáo dục
Ông sinh ngày 20 tháng 12 năm 1961. Ông có quê quán ở xã Đức Lợi, huyện Mộ Đức, tỉnh Quảng Ngãi.
Ông có trình độ chuyên môn là Đại học Quân sự, có trình độ chính trị là Cao cấp lí luận chính trị.

## Sự nghiệp
Ông gia nhập Đảng Cộng sản Việt Nam vào ngày 27/1/1982.
Từ 2007 đến 2011, ông là Uỷ viên Uỷ ban Quốc phòng và An ninh của Quốc hội khóa XII, Thường vụ Tỉnh ủy, Đại tá, Chỉ huy trưởng Bộ chỉ huy quân sự tỉnh Gia Lai.
Ngày 15 tháng 10 năm 2015 tại Đại hội Đảng bộ tỉnh Gia Lai lần thứ XV nhiệm kỳ 2015-2020 ông được bầu giữ chức Bí thư Tỉnh ủy. Trước đó ông từng giữ các chức vụ Chỉ huy trưởng Bộ Chỉ huy Quân sự tỉnh Gia Lai, Phó Bí thư Tỉnh ủy Gia Lai phụ trách xây dựng tổ chức cơ sở Đảng nhiệm kỳ 2011-2015.
Ngày 26 tháng 1 năm 2016, tại Đại hội Đại biểu toàn quốc Đảng Cộng sản Việt Nam khóa XII, ông được bầu làm Ủy viên chính thức Ban Chấp hành Trung ương Đảng Cộng sản Việt Nam khoá XII.
Ngày 28 tháng 6 năm 2016, tại phiên bầu cử kỳ họp thứ nhất Hội đồng nhân dân tỉnh Gia Lai khóa XI, ông tái đắc cử chức Chủ tịch Hội đồng nhân dân tỉnh Gia Lai (nhiệm kì 2016-2021). Lúc này ông đang là Bí thư Tỉnh ủy Gia Lai, Ủy viên Ban Chấp hành Trung ương Đảng Cộng sản Việt Nam khóa XII. Ba Phó bí thư là Võ Ngọc Thành, Hồ Văn Niên và Châu Ngọc Tuấn.
Ngày 31 tháng 5 năm 2020, Bộ Chính trị điều động, phân công ông Dương Văn Trang, Ủy viên Trung ương Đảng, Bí thư Tỉnh ủy, Chủ tịch HĐND tỉnh Gia Lai, thôi tham gia Ban Chấp hành, Ban Thường vụ và thôi giữ chức Bí thư Tỉnh ủy Gia Lai, chỉ định tham gia Ban Chấp hành, Ban Thường vụ, giữ chức Bí thư Tỉnh ủy Kon Tum, nhiệm kỳ 2015-2020.
Ngày 24 tháng 9 năm 2020, Ban chấp hành Đảng bộ tỉnh Kon Tum khóa XVI đã họp phiên thứ nhất để bầu Ban thường vụ, Bí thư, các Phó Bí thư Tỉnh ủy, Ủy viên Ủy ban Kiểm tra Tỉnh ủy, Chủ nhiệm Ủy ban Kiểm tra. Đồng chí Dương Văn Trang tiếp tục được bầu giữ chức Bí thư Tỉnh ủy Kon Tum khóa XVI.
Ngày 30 tháng 1 năm 2021, tại Đại hội Đại biểu toàn quốc Đảng Cộng sản Việt Nam khóa XIII, ông được bầu tái cử Ủy viên chính thức Ban Chấp hành Trung ương Đảng Cộng sản Việt Nam khoá XIII.
Ngày 1 tháng 7 năm 2021, tại kỳ họp thứ nhất HĐND tỉnh Kon Tum khóa XII nhiệm kỳ 2021-2026, ông Dương Văn Trang, Ủy viên Trung ương Đảng, Bí thư Tỉnh ủy được 100% đại biểu HĐND tỉnh có mặt tại kỳ họp bầu giữ chức vụ Chủ tịch HĐND tỉnh khóa XII, nhiệm kỳ 2021-2026.